# 伊予若宮信號場
伊予若宮信號場（日语：／ Iyo-wakamiya shingōjō */?）是一位於日本愛媛縣大洲市、隸屬於四國旅客鐵道（JR四國）的鐵路設施，是用來分流新舊予讚線（俗稱山線和海線）列車，它正位處松山自動車道及國道56號附近，由五郎站沿馬路步行1.5公里（約15-20分鐘）便可到達，比起位處四國島內的另一個「秘境信號場」川奧信號場來說，是非常容易到達的。

## 結構
屬於「單線分岐交換型信號場」，設計上通往山線為主軌道，海線為側線軌道，而轉轍器一般情況下的基本設定為山線。由於山線和海線均為單線路段，特別當列車從伊予大洲站出發時，信號場已經接收好訊號，並已調節好相關的轉轍器至正確路軌，使列車可以無需等候或刻意慢速下通過；反之由山線新谷或海線五郎站開出的列車亦是一樣。

## 歷史
- 1918年2月14日：隨愛媛鐵道長濱町站（即現時伊予長濱站）～大洲站（即現時伊予大洲站）開業而啟用。
- 1933年10月1日：愛媛鐵道國有化，又因興建五郎～新谷之間的接駁線而停用。
- 1986年3月3日：隨予讚線新線開通而重新設置。
- 1987年4月1日：日本國鐵分割民營化，信號場的營運由JR四國繼承。

## 相鄰車站
四國旅客鐵道
■予讚線（愛存在伊予灘線　伊予長濱方向）
五郎－伊予若宮信號場－伊予大洲
■予讚線（內子方向）
新谷－伊予若宮信號場－伊予大洲